# Festivali i Këngës 2009
La quarantottesima edizione del Festivali i Këngës si è svolta presso il Palazzo dei Congressi di Tirana dal 24 al 27 dicembre 2009, e ha selezionato il rappresentante dell'Albania all'Eurovision Song Contest 2010.
La vincitrice è stata Juliana Pasha con Nuk mundem pa ty.

## Organizzazione
Il festival si è articolato in quattro serate: la presentazione dei partecipanti nella sezione campioni il 24 dicembre, la semifinali per gli artisti emergenti il 25 dicembre, la serata dei duetti il 26 e la finale il 27. La sezione campioni è stata composta da 20 partecipanti, mentre gli esordienti sono stati 18, di cui solo 2 si sono esibiti nella finale del festival.
I presentatori del festival sono stati Miriam Cani e Alban Skënderaj.

## Partecipanti

### Sezione campioni
| Artista                       | Brano                     | Compositori                     |
| ----------------------------- | ------------------------- | ------------------------------- |
| Anjeza Shahini                | Në pasqyrë                | Sokol Marsi e Jorgo Papingji    |
| Besa Kokëdhima & Eliza Hoxha  | Kalorësi i dashurisë      |                                 |
| Bojken Lako & Banda Adriatica | Love Love Love            | Bojken Lako                     |
| Claudio La Regina             | Ave Maria                 | Scaravaglione                   |
| Denisa Macaj                  | Aria                      | Adrian Hila e Pandi Laço        |
| Dorina Garuci                 | Sekreti i dashurisë       | Klodian Qafoku e Arben Duka     |
| Era Rusi                      | Fjalë dhe gjunjë          | Arsen Nasi e Pandi Laço         |
| Erga Halilaj                  | Party                     | Dorian Nini e Adrian Nini       |
| Erti Hizmo & Lindita Halimi   | Nuk të dorëzohem          | Gent Myftaraj e Pandi Laço      |
| Flaka Krelani                 | Le të bëhet çfarë të dojë | Edmond Zhulali e Jorgo Papingji |
| Guximtar Rushani              | Gëzuar                    | Agim Poshka e Olsa Maze         |
| Juliana Pasha                 | Nuk mundem pa ty          | Ardit Gjebrea e Pirro Çako      |
| Kamela Islami                 | Gjëra të thjeshta         | Kristi Popa e Florion Zyko      |
| Kejsi Tola                    | Ndonjëherë                | Voltan Prodani e Timo Flloko    |
| Mariza Ikonomi                | La, la, la                | Mariza Ikonomi                  |
| Pirro Çako                    | Një tjetër jetë           | Pirro Çako e Ardit Gjebrea      |
| Rovena Dilo                   | Përtej kohës              | Rovena Dilo                     |
| Stefi & Endri Prifti          | U dogja mrekullisht       | Stefi Prifti e Marina Prifti    |
| Teuta Kurti                   | Mall i pashuar            | Faton Dolaku e Pleurat Kurti    |

### Artisti emergenti
| Artista                          | Brano                     | Compositori                    |
| -------------------------------- | ------------------------- | ------------------------------ |
| Amanda Ujkaj & Violeta Lulgjuraj | Vitet më të bukura        | Luigj Dedvukaj e Sokol Marsi   |
| Ardita Tusha                     | Je larg                   | Edmond Mancaku                 |
| Borana Kalemi                    | Ti                        | Borana Kalemi e Anila Jole     |
| Brikena Asa                      | Sa dua unë                | Gjergj Jorgaqi                 |
| Çlirim Leka                      | Nëna ime                  | Çlirim Leka                    |
| Dorina Toçi                      | Një fjalë të ngrohtë      | Petrit Tërkuçi e Demir Gjergji |
| Goldi Halili                     | Tirana Broadway           | Agim Krajka e Goldi Halili     |
| Iris Hoxha                       | Zërin tim ta ndjesh       | Edmond Rrapi e Ledi Shqiponja  |
| Jona Koleci                      | Stinë dashurië            | Mark Luli e Olda Toqi          |
| Jorida Zaimaj                    | Për ty                    |                                |
| Kelly                            | Ajo                       | Florian Carkanj                |
| Lutus                            | Botë pa sy                | Endrit Shani e Kristi Ndrio    |
| Nazmie Selimi                    | Mendohu dhe njëherë       | Alfred Kaçinari                |
| Onanta Spahiu                    | Dashurisë i erdhi vjeshta | Renuar Nimani e Arjan Kadare   |
| Selina Prelaj                    | Të dy e dimë              | Selina Prelaj e Agim Doçi      |
| Stefan Marena                    | Retë s'na ndajnë          | Roland Guli e Meri Guli        |
| Supernova                        | Gabimi                    | Briz Musaraj e Arjan Aliko     |
| Vitmar Basha                     | Një tjetër jetë           | Vitmar Basha                   |
| Yje të panjohur                  | Si dy të huaj             | Florian Zyka                   |

## All'Eurovision Song Contest

### Voto

#### Punti assegnati all'Albania
| 12                   | 10                             | 8        | 7                      | 6       |
| -------------------- | ------------------------------ | -------- | ---------------------- | ------- |
| - Grecia - Macedonia | - Islanda                      | - Belgio | - Bosnia ed Erzegovina | - Malta |
| 5                    | 4                              | 3        | 2                      | 1       |
| - Germania           | - Finlandia - Polonia - Spagna |          | - Francia - Serbia     |         |

| 12                               | 10       | 8          | 7                   | 6                                  |
| -------------------------------- | -------- | ---------- | ------------------- | ---------------------------------- |
| - Macedonia                      | - Grecia | - Svizzera | - Islanda - Turchia |                                    |
| 5                                | 4        | 3          | 2                   | 1                                  |
| - Bosnia ed Erzegovina - Croazia |          | - Belgio   | - Polonia           | - Germania - Regno Unito - Romania |

#### Punti assegnati dall'Albania
| Punti | Paese                |
| ----- | -------------------- |
| 12    | Macedonia            |
| 10    | Grecia               |
| 8     | Islanda              |
| 7     | Bosnia ed Erzegovina |
| 6     | Polonia              |
| 5     | Portogallo           |
| 4     | Belgio               |
| 3     | Serbia               |
| 2     | Malta                |
| 1     | Estonia              |

| Punti | Paese                |
| ----- | -------------------- |
| 12    | Grecia               |
| 10    | Germania             |
| 8     | Turchia              |
| 7     | Spagna               |
| 6     | Bosnia ed Erzegovina |
| 5     | Romania              |
| 4     | Israele              |
| 3     | Serbia               |
| 2     | Danimarca            |
| 1     | Regno Unito          |